# Bingham Canyon Mine
Bingham Canyon Mine of Kennecott Copper Mine in Utah is de diepste dagbouwmijn ter wereld. De mijn is in productie sinds 1906 en tot 1200 m diep.
Het is  sinds 1966 een National Historic Landmark. 